# Kamil Stoch
Kamil Wiktor Stoch (Zakopane, 25 de mayo de 1987) es un deportista polaco que compite en salto en esquí.
Participó en cincoo Juegos Olímpicos de Invierno, entre los años 2006 y 2022, obteniendo en total tres medallas: dos de oro en Sochi 2014, en el trampoín normal individual y en el trampolín grande individual, y una de bronce en Pyeongchang 2018, en la prueba de trampolín grande por equipo (junto con Maciej Kot, Stefan Hula y Dawid Kubacki).
Ganó cinco medallas en el Campeonato Mundial de Esquí Nórdico entre los años 2013 y 2021.

## Palmarés internacional
| Juegos Olímpicos   | Juegos Olímpicos            | Juegos Olímpicos  | Juegos Olímpicos |
| Año                | Lugar                       | Medalla           | Prueba           |
| ------------------ | --------------------------- | ----------------- | ---------------- |
| 2014               | Sochi (Rusia)               | Medalla de oro    | TN individual    |
| 2014               | Sochi (Rusia)               | Medalla de oro    | TG individual    |
| 2018               | Pyeongchang (Corea del Sur) | Medalla de bronce | TG por equipo    |
| Campeonato Mundial |                             |                   |                  |
| Año                | Lugar                       | Medalla           | Prueba           |
| 2013               | Val di Fiemme (Italia)      | Medalla de oro    | TG individual    |
| 2013               | Val di Fiemme (Italia)      | Medalla de bronce | TG por equipo    |
| 2015               | Falun (Suecia)              | Medalla de bronce | TG por equipo    |
| 2017               | Lahti (Finlandia)           | Medalla de oro    | TG por equipo    |
| 2019               | Seefeld (Austria)           | Medalla de plata  | TN individual    |
| 2021               | Oberstdorf (Alemania)       | Medalla de bronce | TG por equipo    |